# La Galite
La Galite (på fransk og italiensk, arabisk: Jazirat Jalitah) er en øgruppe i Middelhavet, som tilhører Tunesien. Øerne ligger 38 km nordvest for Kap Serrat, det nærmeste punkt på det tunesiske fastland, 80 km nordøst for byen Tabarka, og 150 km syd for Kap Spartivento, Sardiniens sydligste punkt.
Øgruppen består af hovedøen La Galite og to mindre øgrupper. Det samlede areal er 9 km².
Lederen af den tunesiske selvstændighedsbevægelse Habib Bourguiba var interneret her fra 21. maj 1952 til 20. maj 1954.
37°31′37″N 8°55′43″Ø / 37.5269°N 8.9286°Ø